# Liste des ministres sud-africains de la Santé
Le ministère de la Santé de la république d'Afrique du Sud a été fondé en 1919 sous le gouvernement Smuts (1919-1924). Il porte alors le nom de ministère de la Santé publique. Il adopte son nom actuel de ministère de la Santé en 1945 et a été à plusieurs reprises associée au département des affaires sociales.
De 1984 à 1994, dans le cadre du parlement tricaméral, des départements ministériels de la santé ont été créés pour traiter des sujets spécifiques aux populations blanches, indiennes et coloured (gestion des hôpitaux, des services de santé...). Ces ministères ne relevaient pas du ministère de la santé publique chargé de la politique publique nationale.
Depuis 1994, le département ministériel de la santé est unifié et compétent sur toutes les questions de santé publique et a notamment la charge de la gestion de la pandémie du Sida.

## Liste des ministres de la santé
| #  | Nom                                  |  | Parti                        | Terme                           |
| -- | ------------------------------------ |  | ---------------------------- | ------------------------------- |
| 1  | Thomas Watt                          |  | Parti sud-africain           | 1919-1921                       |
| 2  | Patrick Duncan                       |  | Unioniste/Parti sud-africain | 1921-1924                       |
| 3  | Daniel François Malan                |  | Parti national               | 1924-1933                       |
| 4  | Jan Hendrik Hofmeyr                  |  | Parti sud-africain/Parti uni | 1933-1936                       |
| 5  | Richard Stuttaford                   |  | Parti uni                    | 1936-1939                       |
| 6  | Harry Gordon Lawrence                |  | Parti uni                    | 1939-1945                       |
| 7  | Henry Gluckman                       |  | Parti uni                    | 1945-1948                       |
| 8  | Albert Jacobus Stals                 |  | Parti national               | 1948-1951                       |
| 9  | Karl Bremer                          |  | Parti national               | 1951-1953                       |
| 10 | Albertus Johannes Roux van Rhijn     |  | Parti national               | 1953-1954                       |
| 11 | Jozua François Naudé                 |  | Parti national               | 1954-1956                       |
| 12 | Johannes Hendrikus Viljoen           |  | Parti national               | 1956-1957                       |
| 13 | Michiel Daniel Christiaan de Wet Nel |  | Parti national               | 1958                            |
| 14 | Albert Hertzog                       |  | Parti national               | 1958-1968                       |
| 15 | Carel de Wet                         |  | Parti national               | 1968-1972                       |
| 16 | Schalk van der Merwe                 |  | Parti national               | 1972- 1979                      |
| 17 | Lourens Munnik                       |  | Parti national               | 1979-1982                       |
| 18 | Cornelis van der Merwe               |  | Parti national               | 1982-1985                       |
| 19 | Willie van Niekerk                   |  | Parti national               | 1985-1989                       |
| 20 | Rina Venter                          |  | Parti national               | 1989-1994                       |
| 21 | Nkosazana Dlamini-Zuma               |  | Congrès national africain    | mai 1994 - mai 1999             |
| 22 | Manto Tshabalala-Msimang             |  | Congrès national africain    | juin 1999 - 25 septembre 2008   |
| 23 | Barbara Hogan                        |  | Congrès national africain    | 25 septembre 2008 - 10 mai 2009 |
| 24 | Aaron Motsoaledi                     |  | Congrès national africain    | 10 mai 2009 - 30 mai 2019       |
| 24 | Zwelini Mkhize                       |  | Congrès national africain    | 30 mai 2019 - 8 juin 2021       |
| 25 | Joe Phaahla                          |  | Congrès national africain    | 5 août 2021 - 19 juin 2024      |
| 26 | Aaron Motsoaledi                     |  | Congrès national africain    | 3 juillet 2024 - en cours       |